# George Keppel, 3. hrabě z Albemarle
George Keppel, 3. hrabě z Albemarle (George Keppel, 3rd Earl of Albemarle, 3rd Viscount Bury, 3rd Baron Ashford) (5. nebo 8. dubna 1724, Londýn, Anglie – 13. října 1772) byl britský generál, dvořan a politik ze šlechtického rodu Keppelů. Od mládí sloužil v armádě a u dvora, byl poslancem Dolní sněmovny, od roku 1754 jako dědic hraběcího titulu zasedal ve Sněmovně lordů. Za sedmileté války v hodnosti generála se svými bratry (Augustus Keppel) vedl invazi na Kubu.

## Život
Narodil se v Londýně jako nejstarší syn 2. hraběte z Albemarle, od mládí sloužil v armádě a po boku otce se zúčastnil války o rakouské dědictví, v roce 1749 dosáhl hodnosti plukovníka. V letech 1746-1754 byl členem Dolní sněmovny, zároveň zastával funkci lorda komořího u vrchního velitele armády vévody z Cumberlandu. V politice patřil k whigům a podporoval klan Pelhamů, v roce 1754 po otci zdědil rodové tituly a vstoupil do Sněmovny lordů (do té doby jako otcův dědic užíval titul vikomt Bury). Jako peer uplatňoval svůj politický vliv jako blízký přítel vévody z Cumberlandu.
Za sedmileté války postupoval v armádních hodnostech (generálmajor 1756, generálporučík 1759), v roce 1761 byl jmenován členem Tajné rady a v letech 1761-1772 byl guvernérem na ostrově Jersey. V roce 1762 byl vrchním velitelem invaze na Kubu a spolu s mladšími bratry dobyl Havanu. V roce 1765 obdržel Podvazkový řád a krátce před smrtí dosáhl hodnosti generála (1772). Zemřel náhle na akutní zánět slepého střeva ve věku 48 let.
S manželkou Anne Miller (1755-1824) měl jediného syna Williama Charlese (1772-1849), který zastával nejvyšší hodnosti u dvora.
V roce 1763 koupil v hrabství Norfolk zámek Quidenham Hall, který byl hlavním sídlem jeho potomků do roku 1948.